# Certhilauda curvirostris
La alondra de El Cabo (Certhilauda curvirostris) es una especie de ave paseriforme de la familia Alaudidae endémica de Sudáfrica. 

## Distribución y hábitat
Se encuentra únicamente en la región costera del oeste de Sudáfrica. Sus hábitats naturales son el matorral semiárido del karoo y del fynbos costero y los hervazales del Alto Veld. La alondra de El Cabo también se encuentra en campos de cultivo.